# Búgvin
A Búgvin egy sziklaoszlop, amely a tengerből emelkedik ki a feröeri Eysturoy sziget északi partja mentén, Gjógv közelében. 188 méteres magasságával a szigetcsoport legnagyobb szabadon álló sziklaoszlopa. Madarak ezrei fészkelnek rajta.
2007. július 23-án 80 év óta először hódították meg sziklamászók a Búgvin csúcsát.